# 硝酸ガドリニウム(III)
硝酸ガドリニウム(III) はガドリニウムの無機化合物である。原子炉において水溶性核毒として利用される。硝酸ガドリニウムは他の硝酸塩と同様に、酸化剤としてふるまう。

## 用途
硝酸ガドリニウムは、サバンナ・リバー・サイトの重水炉で利用され、保管および再使用の際には重水とは分けて取り扱われていた。加圧重水を使用するCANDU炉でも重水に溶解させて核毒として利用されている。
硝酸ガドリニウムは特殊なガラスやセラミックスの製造において、蛍光体となる他のガドリニウム化合物の出発物質としても利用される。